# Araneus himalayanus
Araneus himalayanus är en spindelart som först beskrevs av Simon 1889.  Araneus himalayanus ingår i släktet Araneus och familjen hjulspindlar. Inga underarter finns listade i Catalogue of Life.